# Salade de couac
La salade de couac (salad kwak en créole guyanais) est un mets typiquement créole de la Guyane. Cette salade est à base de farine de manioc (couac) et peut être mélangée avec toutes sortes d'ingrédients,. Elle est généralement accompagnée avec du vin rouge ou du rhum.
Une version végane est aussi très réputée.